# Vuelta al Táchira 1997
La 32ª edición de la Vuelta al Táchira se disputó desde el 08 hasta el 19 de enero de 1997.
Perteneció al calendario de la Federación Venezolana de Ciclismo. El recorrido contó con 12 etapas y 1508 km, transitando por los estados Carabobo, Cojedes, Portuguesa, Barinas y Táchira.
El ganador fue el colombiano Argimiro Zapata del equipo Lotería del Táchira, quien fue escoltado en el podio por Argimiro Zapata y Hernán Muñoz.
Las clasificaciones por equipos la ganó Lotería del Táchira.

## Equipos participantes
Participaron varios equipos conformados por entre 6 y 8 corredores, con equipos de Venezuela, Italia, Cuba, Costa Rica y Colombia.
| - Lotería del Táchira - Kino Táchira - Desurca Cadafe - Gobernación de Trujillo - Gobernación de Táchira | - Selle Italia - Orgullo Paisa - Café de Costa Rica - Selección de Cuba |

## Etapas
| Etapa  | Fecha       | Recorrido                                 | Km  | Ganador          | Lider            |
| 1.ª    | 8 de enero  | Valencia - Campo de Carabobo - San Carlos | 149 | Fulvio Frigo     | Fulvio Frigo     |
| 2.ª A  | 9 de enero  | Acarigua - Guanare                        | 91  | Skip Spangenberg | Skip Spangenberg |
| 2.ª B  | 9 de enero  | Circuito en Barinas                       | 54  | Adin Albarrán    | Skip Spangenberg |
| 3.ª    | 10 de enero | Socopó - El Piñal                         | 170 | Julio Blanco     | Skip Spangenberg |
| 4.ª A  | 11 de enero | Peribeca - San Antonio                    | 57  | Hussein Monsalve | Hussein Monsalve |
| 4.ª B  | 11 de enero | Rubio - Bramón                            | 50  | César Goyeneche  | Hussein Monsalve |
| 5.ª    | 12 de enero | Circuito en San Cristóbal                 | 96  | César Goyeneche  | Hussein Monsalve |
| 6.ª    | 13 de enero | San Cristóbal - El Piñal - Palmira        | 120 | Raúl Gómez       | Hussein Monsalve |
| 7.ª    | 14 de enero | Circuito Ureña - Cúcuta                   | 144 | Fulvio Frigo     | Hussein Monsalve |
| 8.ª    | 15 de enero | Circuito Táriba - San Cristóbal           | 103 | Pastor Linares   | Hussein Monsalve |
| 9.ª    | 16 de enero | San Cristóbal - La Grita                  | 129 | Argiro Zapata    | César Salazar    |
| 10.ª A | 17 de enero | Circuito en Colón                         | 62  | Marcos Rodríguez | César Salazar    |
| 10.ª B | 17 de enero | CRI de San Pedro del Río a Palo Grande    | 24  | Hernán Muñoz     | César Salazar    |
| 11.ª   | 18 de enero | Lobatera - La Fría - San Cristóbal        | 132 | César Salazar    | César Salazar    |
| 12.ª   | 19 de enero | Cordero - Rubio - San Cristóbal           | 113 | Hernán Muñoz     | César Salazar    |

## Clasificaciones

### Clasificación general
| Posición | Ciclista      | Equipo              | Tiempo   |
|          | César Salazar | Lotería del Táchira | 37:21:27 |
| 2.º      | Argiro Zapata | Orgullo Paisa       |          |
| 3.º      | Hernán Muñoz  | Orgullo Paisa       |          |
| 4.º      | Bandera de ?  | Bandera de ?        |          |
| 5.º      | Bandera de ?  | Bandera de ?        |          |
| 6.º      | Bandera de ?  | Bandera de ?        |          |
| 7.º      | Bandera de ?  | Bandera de ?        |          |
| 8.º      | Bandera de ?  | Bandera de ?        |          |
| 9.º      | Bandera de ?  | Bandera de ?        |          |
| 10.º     | Bandera de ?  | Bandera de ?        |          |

### Clasificación por puntos
| Posición | Ciclista     | Equipo       | Puntos |
|          | Bandera de ? | Bandera de ? |        |
| 2°       | Bandera de ? | Bandera de ? |        |
| 3°       | Bandera de ? | Bandera de ? |        |

### Clasificación de la montaña
| Posición | Ciclista     | Equipo       | Puntos |
|          | Bandera de ? | Bandera de ? |        |
| 2°       | Bandera de ? | Bandera de ? |        |
| 3°       | Bandera de ? | Bandera de ? |        |

### Clasificación de los sprints
| Posición | Ciclista     | Equipo       | Puntos |
|          | Bandera de ? | Bandera de ? |        |
| 2°       | Bandera de ? | Bandera de ? |        |
| 3°       | Bandera de ? | Bandera de ? |        |

### Clasificación sub-23
| Posición | Ciclista     | Equipo       | Tiempo |
|          | Bandera de ? | Bandera de ? |        |
| 2°       | Bandera de ? | Bandera de ? |        |
| 3°       | Bandera de ? | Bandera de ? |        |

### Clasificación por equipos
| Posición | Equipo              | Tiempo |
|          | Lotería del Táchira |        |
| 2°       | Bandera de ?        |        |
| 3°       | Bandera de ?        |        |